# IEEE 802.3an
IEEE 802.3an est à la fois une norme et un groupe de travail du sous-comité Ethernet IEEE 802.3 chargé du développement et de la spécification du standard 10GBASE-T avec lequel il se confond.
Cette norme a été initialisée en 2002 à la suite de rencontres techniques dont l'objectif était d'évaluer l'intérêt et la faisabilité de celle-ci du point de vue technologique et économique.

## Critères
IEEE 802.3an a défini un ensemble de critères dont les principaux peuvent se regrouper selon quatre axes.
- Compatibilité avec :
  - les protocoles CSMA/CD, MAC, MIB et PLS ;
  - les standards 100BASE-TX et 1000BASE-T.

- Conformité avec :
  - les normes IEEE 802.1 et IEEE 802.2 ;
  - le mode de liaison en full-duplex basé sur le standard IEEE 802.3ae MAC.

- Préservation de :
  - le format de trame Ethernet originel.

- Nouvelle définition de:
  - la couche PHY autour d'une liaison à paires torsadées utilisant des conducteurs en cuivre.

## Liaison
IEEE 802.3an est en liaison étroite avec les groupes de travail JTC1/SC 25/WG3 de la normalisation ISO/IEC 11801:2002 qui définit des classes relatives aux systèmes de câblage de télécommunication et TIA TR-42 du standard ANSI/EIA/TIA-568 qui spécifie des types de liaisons avec du câble à paires torsadées.